# Campionato del mondo rally 1996
Il Campionato del mondo rally 1996 è la 24ª stagione della Federazione Internazionale dell'Automobile (FIA) e del World Rally Championship (WRC).

## Calendario
| Round | Data            | Rally             |
| ----- | --------------- | ----------------- |
| 1     | 9–11 febbraio   | Swedish Rally     |
| 2     | 5–7 aprile      | Safari Rally      |
| 3     | 10–12 maggio    | Rally d'Indonesia |
| 4     | 2–4 giugno      | Acropolis Rally   |
| 5     | 4–6 luglio      | Rally d'Argentina |
| 6     | 23–26 agosto    | 1000 Lakes Rally  |
| 7     | 13–16 settembre | Rally d'Australia |
| 8     | 13–16 ottobre   | Rally di Sanremo  |
| 9     | 4–6 novembre    | Rally Catalunya   |

## Squadre e piloti
| Squadra                     | Costruttore | Auto                            | Gomme | No | Pilota              | Rally      |
| --------------------------- | ----------- | ------------------------------- | ----- | -- | ------------------- | ---------- |
| 555 Subaru World Rally Team | Subaru      | Impreza 555                     | P     | 1  | Colin McRae         | All        |
| 555 Subaru World Rally Team | Subaru      | Impreza 555                     | P     | 2  | Kenneth Eriksson    | All        |
| 555 Subaru World Rally Team | Subaru      | Impreza 555                     | P     | 3  | Didier Auriol       | 1          |
| 555 Subaru World Rally Team | Subaru      | Impreza 555                     | P     | 3  | Piero Liatti        | 2–9        |
| 555 Subaru World Rally Team | Subaru      | Impreza 555                     | P     | 10 | Piero Liatti        | 1          |
| Ford Motor Company          | Ford        | Escort RS Cosworth              | M     | 4  | Carlos Sainz        | All        |
| Ford Motor Company          | Ford        | Escort RS Cosworth              | M     | 5  | François Delecour   | 1          |
| Ford Motor Company          | Ford        | Escort RS Cosworth              | M     | 5  | Stig Blomqvist      | 2          |
| Ford Motor Company          | Ford        | Escort RS Cosworth              | M     | 5  | Gwyndaf Evans       | 3          |
| Ford Motor Company          | Ford        | Escort RS Cosworth              | M     | 5  | Bruno Thiry         | 4–9        |
| Ford Motor Company          | Ford        | Escort RS Cosworth              | M     | 6  | Stig Blomqvist      | 1          |
| Ford Motor Company          | Ford        | Escort RS Cosworth              | M     | 6  | Dandy Rukmana       | 3          |
| Ford Motor Company          | Ford        | Escort RS Cosworth              | M     | 14 | Ari Vatanen         | 1          |
| Ford Motor Company          | Ford        | Escort RS Cosworth              | M     | 16 | Ari Mokkonen        | 5          |
| Ford Motor Company          | Ford        | Escort RS Cosworth              | M     | 28 | Per Svan            | 1          |
| Team Mitsubishi Ralliart    | Mitsubishi  | Lancer Evo III                  | M     | 7  | Tommi Mäkinen       | All        |
| Team Mitsubishi Ralliart    | Mitsubishi  | Lancer Evo III                  | M     | 8  | Kenneth Bäcklund    | 1          |
| Team Mitsubishi Ralliart    | Mitsubishi  | Lancer Evo III                  | M     | 8  | Kenjirō Shinozuka   | 2          |
| Team Mitsubishi Ralliart    | Mitsubishi  | Lancer Evo III                  | M     | 8  | Richard Burns       | 3, 5, 7, 9 |
| Team Mitsubishi Ralliart    | Mitsubishi  | Lancer Evo III                  | M     | 8  | Uwe Nittel          | 4          |
| Team Mitsubishi Ralliart    | Mitsubishi  | Lancer Evo III                  | M     | 8  | Lasse Lampi         | 6          |
| Team Mitsubishi Ralliart    | Mitsubishi  | Lancer Evo III                  | M     | 8  | Didier Auriol       | 8          |
| Team Mitsubishi Ralliart    | Mitsubishi  | Lancer Evo III                  | M     | 9  | Uwe Nittel          | 1, 5, 8    |
| Team Mitsubishi Ralliart    | Mitsubishi  | Lancer Evo III                  | M     | 9  | Yoshihiro Kataoka   | 3          |
| Team Mitsubishi Ralliart    | Mitsubishi  | Lancer Evo III                  | M     | 9  | Pascal Smets        | 4          |
| Team Mitsubishi Ralliart    | Mitsubishi  | Lancer Evo III                  | M     | 9  | Jouko Puhakka       | 6          |
| Team Mitsubishi Ralliart    | Mitsubishi  | Lancer Evo III                  | M     | 9  | Ed Ordynski         | 7          |
| Team Mitsubishi Ralliart    | Mitsubishi  | Lancer Evo III                  | M     | 18 | Uwe Nittel          | 4, 6–7, 9  |
| Team Mitsubishi Ralliart    | Mitsubishi  | Lancer Evo III                  | M     | 29 | Yoshihiro Kataoka   | 7          |
| Team Mitsubishi Ralliart    | Mitsubishi  | Lancer Evo III                  | M     | 41 | Pascal Smets        | 8          |
| Toyota Castrol Team         | Toyota      | Celica GT-Four Celica Turbo 4WD | M     | 10 | Thomas Rådström     | 1, 4, 6, 9 |
| Toyota Castrol Team         | Toyota      | Celica GT-Four Celica Turbo 4WD | M     | 10 | Ian Duncan          | 2          |
| Toyota Castrol Team         | Toyota      | Celica GT-Four Celica Turbo 4WD | M     | 10 | Yoshio Fujimoto     | 3, 7       |
| Toyota Castrol Team         | Toyota      | Celica GT-Four Celica Turbo 4WD | M     | 11 | Juha Kankkunen      | 1, 3, 6    |
| Toyota Castrol Team         | Toyota      | Celica GT-Four Celica Turbo 4WD | M     | 12 | Neal Bates          | 7          |
| Toyota Castrol Team         | Toyota      | Celica GT-Four Celica Turbo 4WD | M     | 14 | Rui Madeira         | 4–6, 8–9   |
| Toyota Castrol Team         | Toyota      | Celica GT-Four Celica Turbo 4WD | M     | 15 | Tomas Jansson       | 1          |
| Toyota Castrol Team         | Toyota      | Celica GT-Four Celica Turbo 4WD | M     | 16 | Marcus Grönholm     | 1, 6       |
| Toyota Castrol Team         | Toyota      | Celica GT-Four Celica Turbo 4WD | M     | 16 | Freddy Loix         | 4, 8–9     |
| Toyota Castrol Team         | Toyota      | Celica GT-Four Celica Turbo 4WD | M     | 18 | Andrea Dallavilla   | 6, 8       |
| Toyota Castrol Team         | Toyota      | Celica GT-Four Celica Turbo 4WD | M     | 21 | Gilberto Pianezzola | 4–5, 8     |
| Toyota Castrol Team         | Toyota      | Celica GT-Four Celica Turbo 4WD | M     | 27 | Reza Pribadi        | 3          |
| Toyota Castrol Team         | Toyota      | Celica GT-Four Celica Turbo 4WD | M     | 37 | Matteo Luise        | 8          |
| Toyota Castrol Team         | Toyota      | Celica GT-Four Celica Turbo 4WD | M     | 42 | Teppo Leino         | 6          |

## Risultati e classifiche

### Piloti
| Posizione | Pilota                | SWE | KEN | INA | GRC | ARG | FIN | AUS | ITA | ESP | Punti |
| --------- | --------------------- | --- | --- | --- | --- | --- | --- | --- | --- | --- | ----- |
| 1         | Tommi Mäkinen         | 1   | 1   | Ret | 2   | 1   | 1   | 1   | Ret | 5   | 123   |
| 2         | Colin McRae           | 3   | 4   | Ret | 1   | Ret | Ret | 4   | 1   | 1   | 92    |
| 3         | Carlos Sainz          | 2   | Ret | 1   | 3   | 2   | Ret | 3   | 2   | Ret | 89    |
| 4         | Kenneth Eriksson      | 5   | 2   | Ret | 5   | 3   | 5   | 2   | 5   | 7   | 78    |
| 5         | Piero Liatti          | 12  | 5   | 2   | 4   | 7   |     | 7   | Ret | 2   | 56    |
| 6         | Bruno Thiry           |     |     |     | 6   | 5   | 11  | 6   | 3   | 3   | 44    |
| 7         | Juha Kankkunen        | 4   |     | 3   |     |     | 2   |     |     |     | 37    |
| 8         | Freddy Loix           |     |     |     | 7   |     |     |     | 4   | 4   | 24    |
| 9         | Richard Burns         |     |     | Ret |     | 4   |     | 5   |     | Ret | 18    |
| 10        | Marcus Grönholm       | 7   |     |     |     |     | 4   |     |     |     | 14    |
| 11        | Gilberto Pianezzola   |     |     |     | 8   | 6   |     |     | 7   |     | 13    |
| 12=       | Ian Duncan            |     | 3   |     |     |     |     |     |     |     | 12    |
| 12=       | Jarmo Kytölehto       |     |     |     |     |     | 3   |     | Ret | Ret | 12    |
| 14        | Yoshio Fujimoto       |     |     | 4   |     |     |     | 9   |     |     | 12    |
| 15        | Thomas Rådström       | 6   |     |     | Ret |     | 6   |     |     | Ret | 12    |
| 16        | Patrick Bernardini    |     |     |     | 9   | 9   |     |     | 10  | 6   | 11    |
| 17        | Reza Pribadi          |     |     | 5   |     |     |     |     |     |     | 8     |
| 18        | Stig Blomqvist        | 8   | 7   |     |     |     |     | Ret |     |     | 7     |
| 19        | Rui Madeira           |     |     |     | Ret | 8   | 9   |     | Ret | 9   | 7     |
| 20=       | Kenjirō Shinozuka     |     | 6   |     |     |     |     |     |     |     | 6     |
| 20=       | Michael Lieu          |     |     | 6   |     |     |     | Ret |     |     | 6     |
| 20=       | Franco Cunico         |     |     |     |     |     |     |     | 6   |     | 6     |
| 23=       | Shigeyuki Konishi     |     |     | 7   |     |     |     | 25  |     |     | 4     |
| 23=       | Sebastian Lindholm    | Ret |     |     |     |     | 7   |     |     |     | 4     |
| 25        | Didier Auriol         | 10  |     |     |     |     |     |     | 8   |     | 4     |
| 26        | Angelo Medeghini      |     |     |     | Ret | 12  | 10  |     | 9   | 10  | 4     |
| 27=       | Hideaki Miyoshi       |     | 8   |     |     |     |     | 29  |     |     | 3     |
| 27=       | Irvan Gading          |     |     | 8   |     |     |     |     |     |     | 3     |
| 27=       | Lasse Lampi           |     |     |     |     |     | 8   |     |     |     | 3     |
| 27=       | Peter 'Possum' Bourne |     |     |     |     |     |     | 8   |     |     | 3     |
| 27=       | Oriol Gómez           |     |     |     |     |     |     |     |     | 8   | 3     |
| 32=       | Tomas Jansson         | 9   |     |     |     |     |     |     |     |     | 2     |
| 32=       | Patrick Njiru         |     | 9   |     |     |     |     |     |     |     | 2     |
| 32=       | Chandra Alim          |     |     | 9   |     |     |     |     |     |     | 2     |
| 35=       | Jonathan Toroitich    |     | 10  |     |     |     |     |     |     |     | 1     |
| 35=       | Bambang Hartono       |     |     | 10  |     |     |     |     |     |     | 1     |
| 35=       | Jean-Pierre Richelmi  |     |     |     | 10  |     |     |     |     |     | 1     |
| 35=       | Uwe Nittel            | 16  |     |     | 14  | 10  | 16  | DSQ | Ret | 16  | 1     |
| 35=       | Ed Ordynski           |     |     |     |     |     |     | 10  |     |     | 1     |
| Pos       | Driver                | SWE | KEN | INA | GRC | ARG | FIN | AUS | ITA | ESP | Pts   |

### Costruttori
| Posizione | Costruttore | SWE | KEN | INA | GRC | ARG | FIN | AUS | ITA | ESP | Pts |
| --------- | ----------- | --- | --- | --- | --- | --- | --- | --- | --- | --- | --- |
| 1         | Subaru      | 43  | 50  | 29  | 56  | 38  | 18  | 50  | 53  | 64  | 401 |
| 2         | Mitsubishi  | 47  | 50  | 0   | 41  | 56  | 46  | 53  | 11  | 18  | 322 |
| 3         | Ford        | 40  | 13  | 35  | 40  | 47  | 5   | 40  | 54  | 25  | 299 |
| Posizione | Costruttore | SWE | KEN | INA | GRC | ARG | FIN | AUS | ITA | ESP | Pts |

## Risultati
| Nome Rally                                          | Data d'inizio e fine | Podio finale (Tempo finale)                                                                  | Podio auto                                                                     |
| --------------------------------------------------- | -------------------- | -------------------------------------------------------------------------------------------- | ------------------------------------------------------------------------------ |
| 45th International Swedish Rally                    | 9-11 febbraio        | 1. Tommi Mäkinen (4h:37m:10s) 2. Carlos Sainz (4h:37m:33s) 3. Colin McRae (4h:38m:15s)       | 1. Mitsubishi Lancer Evo 3 2. Ford Escort RS Cosworth 3. Subaru Impreza 555    |
| 44th Safari Rally Kenya                             | 5-7 aprile           | 1. Tommi Mäkinen (12h:41m:24s) 2. Kenneth Eriksson (12h:55m:40s) 3. Ian Duncan (13h:23m:24s) | 1. Mitsubishi Lancer Evo 3 2. Subaru Impreza 555 3. Toyota Celica GT-Four      |
| 21st Bank Utama Rally Indonesia                     | 10-12 maggio         | 1. Carlos Sainz (5h:30m:00s) 2. Piero Liatti (5h:30m:23s) 3. Juha Kankkunen (5h:31m:02s)     | 1. Ford Escort RS Cosworth 2. Subaru Impreza 555 3. Toyota Celica GT-Four      |
| 43rd Acropolis Rally of Greece                      | 2-4 giugno           | 1. Colin McRae (5h:33m:12s) 2. Tommi Mäkinen (5h:34m:02s) 3. Carlos Sainz (5h:36m:33s)       | 1. Subaru Impreza 555 2. Mitsubishi Lancer Evo 3 3. Ford Escort RS Cosworth    |
| 16º Rally Argentina                                 | 4-6 luglio           | 1. Tommi Mäkinen (5h:48m:42s) 2. Carlos Sainz (5h:50m:17s) 3. Kenneth Eriksson (5h:53m:21s)  | 1. Mitsubishi Lancer Evo 3 2. Ford Escort RS Cosworth 3. Subaru Impreza 555    |
| 46th Neste 1000 Lakes Rally                         | 23-26 agosto         | 1. Tommi Mäkinen (4h:04m:13s) 2. Juha Kankkunen (4h:04m:59s) 3. Jarmo Kytölehto (4h:06m:50s) | 1. Mitsubishi Lancer Evo 3 2. Toyota Celica GT-Four 3. Ford Escort RS Cosworth |
| 9th API Rally Australia                             | 13-16 settembre      | 1. Tommi Mäkinen (4h:08m:50s) 2. Kenneth Eriksson (4h:10m:07s) 3. Carlos Sainz (4h:10m:11s)  | 1. Mitsubishi Lancer Evo 3 2. Subaru Impreza 555 3. Ford Escort RS Cosworth    |
| 38º Rallye Sanremo - Rallye d'Italia                | 13-16 ottobre        | 1. Colin McRae (4h:26m:57s) 2. Carlos Sainz (4h:27m:19s) 3. Bruno Thiry (4h:29m:06s)         | 1. Subaru Impreza 555 2. Ford Escort RS Cosworth 3. Ford Escort RS Cosworth    |
| 32º Rallye Catalunya-Costa Brava (Rallye de España) | 4-6 novembre         | 1. Colin McRae (4h:14m:20s) 2. Piero Liatti (4h:14m:27s) 3. Bruno Thiry (4h:15m:38s)         | 1. Subaru Impreza 555 2. Subaru Impreza 555 3. Ford Escort RS Cosworth         |

## Dislocazione eventi
|                |                  |                   |                          |
| Nero = Asfalto | Marrone = Ghiaia | Blu = Neve/Ghiaia | Rosso = Superficie mista |